# Globos de Ouro 2011

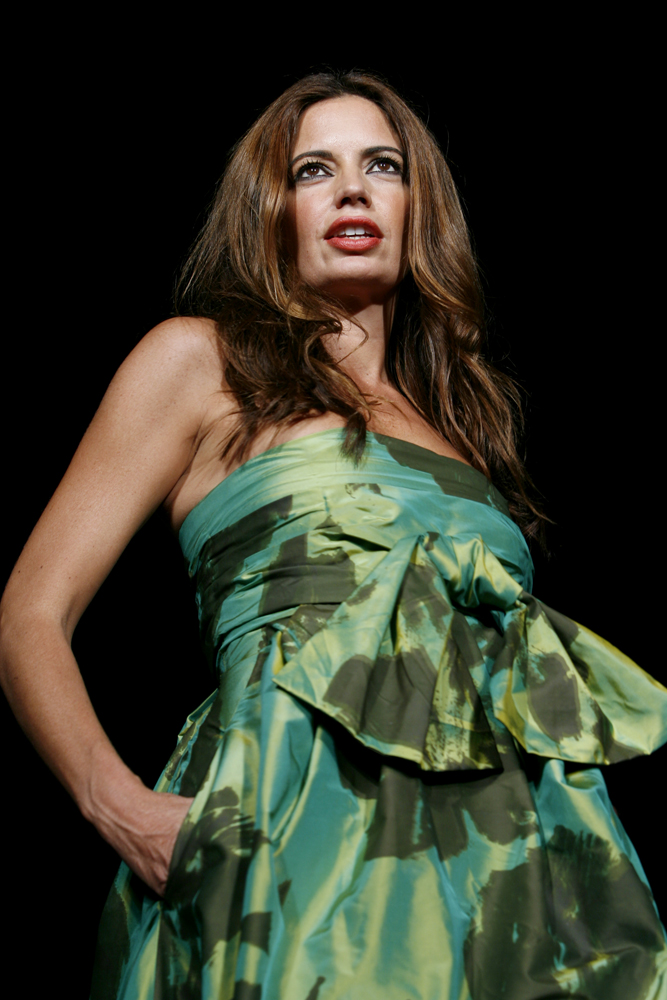
Moderatorin Bárbara Guimarães

Die 16. Verleihung des Globo de Ouro fand am 29. Mai 2011 im Coliseu dos Recreios in Lissabon statt. Der Gala-Abend wurde von Bárbara Guimarães moderiert und vom mitveranstaltenden Fernsehsender SIC übertragen. Die Homens da Luta u. a. lockerten mit komischen Musikeinlagen die Veranstaltung auf.
Den Globo de Ouro, für Leistungen im Jahr 2010, erhielten im Jahr 2011 folgende Persönlichkeiten:

## Auszeichnungen nach Kategorien

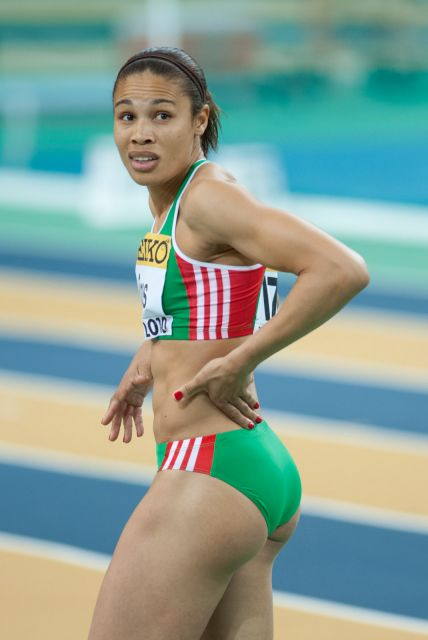
Naide Gomes

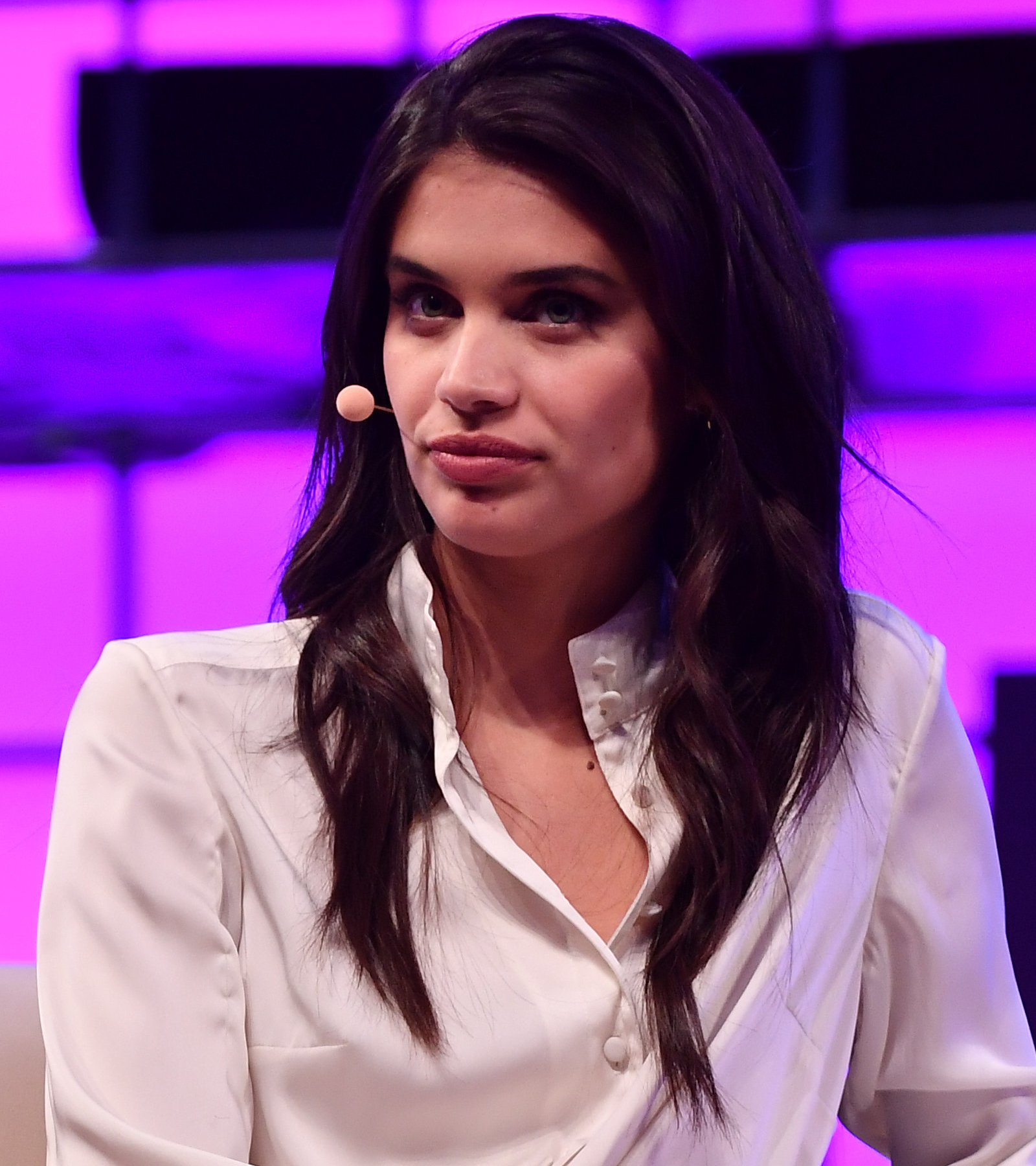
Sara Sampaio

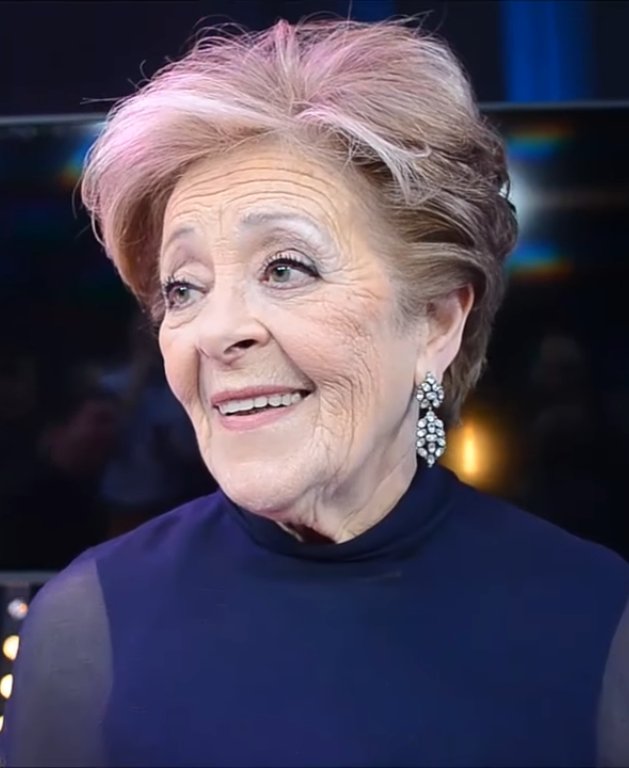
Simone de Oliveira

### Kino
- Bester Film: Mistérios de Lisboa von Raúl Ruiz
- Beste Schauspielerin: Maria João Bastos (für Mistérios de Lisboa)
- Bester Schauspieler: Adriano Luz  (für Mistérios de Lisboa)

### Sport
- Beste Sportlerin: Naide Gomes
- Bester Sportler: Cristiano Ronaldo
- Bester Trainer: José Mourinho

### Mode
- Bestes weibliches Model: Sara Sampaio
- Bestes männliche Model: Bruno Rosendo
- Bester Modedesigner: Ana Salazar

### Musik
- Bester Einzelinterpret: Aurea (für das Album Aurea)
- Beste Gruppe: Deolinda (für das Album Dois Selos e Um Carimbo)
- Bestes Lied: O Amor é Mágico der Gruppe Expensive Soul

### Theater
- Beste Schauspielerin: Luísa Cruz (im Stück A Cidade)
- Bester Schauspieler: Miguel Guilherme (im Stück O Senhor Puntila e o Seu Criado Matti)
- Beste Aufführung:  O Senhor Puntila e o Seu Criado Matti (Inszenierung João Lourenço)

### Entdeckung des Jahres
- André Villas-Boas

### Anerkennung für außergewöhnliche Verdienste
- Simone de Oliveira